# 26. únor
26. únor je 57. den roku podle gregoriánského kalendáře. Do konce roku zbývá 308 dní (309 v přestupném roce). Svátek má Dorota.

## Události

### Česko
- 1782 – Císař Josef II. zrušil klášter klarisek Na Františku (Anežčin klášter).
- 1861 – V Českých zemích byla vydána nová ústava (podle data vydání bývá označována jako „únorová"). Oproti předchozím dokumentům zdůraznila význam říšské rady.
- 1948 – Arcibiskup Josef Beran vydal pastýřský list Nemlč Arcibiskupe! Nesmíš mlčet!
- 1990 – Jiří Dienstbier a Eduard Ševardnadze podepsali smlouvu o stažení sovětských okupačních vojsk z Československa.

### Svět
- 0364 – Flavius Valentinianus se prohlásil římským císařem.
- 1266 – U Beneventa se střetla vojska Karla z Anjou a Manfréda Sicilského, který v bitvě padl. Karel se poté ujal sicilské koruny.
- 1531 – Zemětřesení v Lisabonu zabilo přes 20 000 lidí.
- 1616 – Galileo Galilei byl předvolán před církevní soud v Itálii, u kterého údajně pronesl své slavné „Eppur si muove!“ („A přece se točí!“).
- 1815 – Napoleon Bonaparte uprchl z vyhnanství na ostrově Elba.
- 1914 – Na vodu je spuštěn zaoceánský parník HMHS Britannic.
- 1917 – V USA byla vydána gramofonová deska „Livery Stable Blues“ od Original Dixieland Jass Band coby vůbec první audioznáznam jazzové hudby na světě.
- 1935 – Britský inženýr Robert Watson-Watt poprvé na poli nedaleko vesnice Upper Stowe vyzkoušel radar.
- 1936 – V Tokiu došlo k neúspěšnému puči důstojníků japonské císařské armády.
- 1971 – Generální tajemník OSN U Thant vyhlásil den jarní rovnodennosti jako Den Země.
- 1992 – Během války v Náhorním Karabachu spáchaly arménské polovojenské jednotky masakr ázerbájdžánských civilistů ve městě Chodžaly.
- 1993 – Teroristický útok na Světové obchodní centrum si vyžádal 6 životů a více než tisíc zraněných. Akci financovala teroristická skupina Al-Káida.
- 1997 – Na ruské vesmírné stanici Mir vypukl vážný požár, když se vzňalo zařízení na regeneraci vzduchu.

## Narození

### Česko

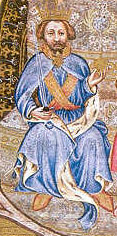
Václav IV. (* 1361)

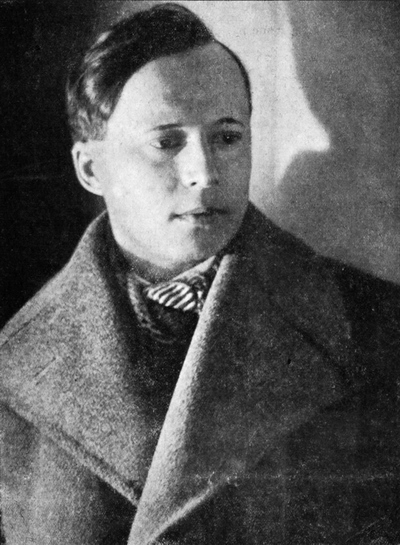
Konstantin Biebel (* 1898)

- 1361 – Václav IV., římský a český král († 16. srpna 1419)
- 1706 – Jan Antonín Vocásek, barokní malíř († 26. června 1757)
- 1735 – Josef Rosenauer, inženýr, stavitel Schwarzenberského kanálu († 10. března 1804)
- 1770 – Antonín Rejcha, hudební skladatel, pedagog a teoretik († 28. května 1836)
- 1801 – Josef Tadeáš Lumbe, profesor přírodních věd († 1. června 1875)
- 1844 – Josef Karlík, poslanec Českého zemského sněmu, starosta Blovic († 18. července 1915)
- 1860 – Jan Evangelista Chadt-Ševětínský, lesník a autor lesnické literatury († 15. března 1925)
- 1864 – Antonín Sova, básník a prozaik († 16. srpna 1928)
- 1868 – František Úprka, český sochař († 8. září 1929)
- 1872 – Václav Johanis, československý ministr pro zásobování lidu († 19. června 1939)
- 1878
  - František Václav Peřinka, regionální archivář a historik († 14. září 1949)
  - Ema Destinnová, operní pěvkyně († 28. ledna 1930)
- 1880 – Georg Scharnagl, československý politik německé národnosti († 1965)
- 1886
  - František Bláha, československý generál († 21. května 1945)
  - Karel V. Schwarzenberg, kníže orlické větve rodu Schwarzenbergů († 6. září 1914)
- 1898 – Konstantin Biebl, básník († 12. listopadu 1951)
- 1900
  - Ivan Herben, český novinář a politik († 25. října 1968)
  - Antonín Fingerland, český patolog († 27. prosince 1999)
- 1901 – Jan Alda, básník a překladatel († 30. října 1970)
- 1902
  - Emil Strankmüller, zpravodajec, účastník zahraničního protinacistického odboje († 28. února 1988)
  - Josef Kepka, oběť komunismu († 26. dubna 1952)
- 1910
  - Božena Novotná, manželka prezidenta Antonína Novotného († 25. dubna 1980)
  - Jindřich Wielgus, sochař a grafik († 6. května 1998)
- 1911
  - Alois Kříž, novinář kolaborující s nacisty († 26. března 1947)
  - Josef Smrkovský, československý politik († 15. ledna 1974)
- 1914
  - Naďa Hajdašová, česká baletní sólistka († 8. září 1969)
  - Alexandr Plocek, houslový virtuos († 30. listopadu 1982)
- 1916 – Václav Kojzar, hrdina protinacistického odboje, oběť komunismu († 21. ledna 2006)
- 1918 – Karel Horák, československý fotbalový reprezentant († 5. února 1988)
- 1920 – Karel Houba, spisovatel a překladatel († 26. prosince 1999)
- 1922 – Jan Vavrda, voják a příslušník výsadku Spelter († 15. dubna 1995)
- 1923 – Antonín Kachlík, režisér  († 20. dubna 2022)
- 1925 – Miroslava Šternová, mexická herečka českého původu († 9. března 1955)
- 1928 – Vlastimil Hajšman, československý hokejový reprezentant († 3. března 1978)
- 1929 – Zdeněk Jičínský, právník a politik († 9. dubna 2020)
- 1930 – Oldřich Jelínek, český malíř
- 1932 – Bedřich Lipina, primátor města Ostravy († 31. prosince 1995)
- 1933 – Jiří Havlíček (politik ČSL), politik
- 1936 – Vojtěch Mastný, česko-americký historik
- 1938 – Zdeněk Masopust, právní filosof, teoretik a politik († 15. března 2012)
- 1940
  - Oldřich Kulhánek, malíř, grafik, ilustrátor, scénograf a pedagog († 28. ledna 2013)
  - Eduard Vlček, právník a vysokoškolský učitel
- 1941
  - Jaroslav Matouš, malíř a sklářský výtvarník
  - Jaroslav Kovanda, český básník a publicista
- 1943 – Pavel Novák, disident a politik († 3. května 1997)
- 1946 – Vladimír Vojíř, speleolog
- 1948 – Václav Plechatý, český grafik a řezbář
- 1949
  - Ivan Landsmann, český spisovatel
  - Petr Svárovský, český televizní dramaturg, scenárista, režisér a herec
- 1953
  - Daniel Korte, překladatel, filolog, lingvista, podnikatel a politik
  - Jan Mlčoch, teoretik umělecké fotografie
- 1956 – Evžen Tošenovský, český politik
- 1961 – Jiří Bezděk, hudební skladatel a pedagog.
- 1972 – Stanislav Vavřínek, dirigent a pedagog
- 1975 – Radka Kovaříková, bývalá česká krasobruslařka
- 1976
  - Stanislav Vlček, fotbalista
  - Petr Vondráček, herec, moderátor, konferenciér, klavírista
- 1985 – Marek Ztracený, zpěvák
- 1987 – Slávek Král, cestovatel a dobrodruh
- 1990 – Kateřina Cachová, vícebojařka

### Svět

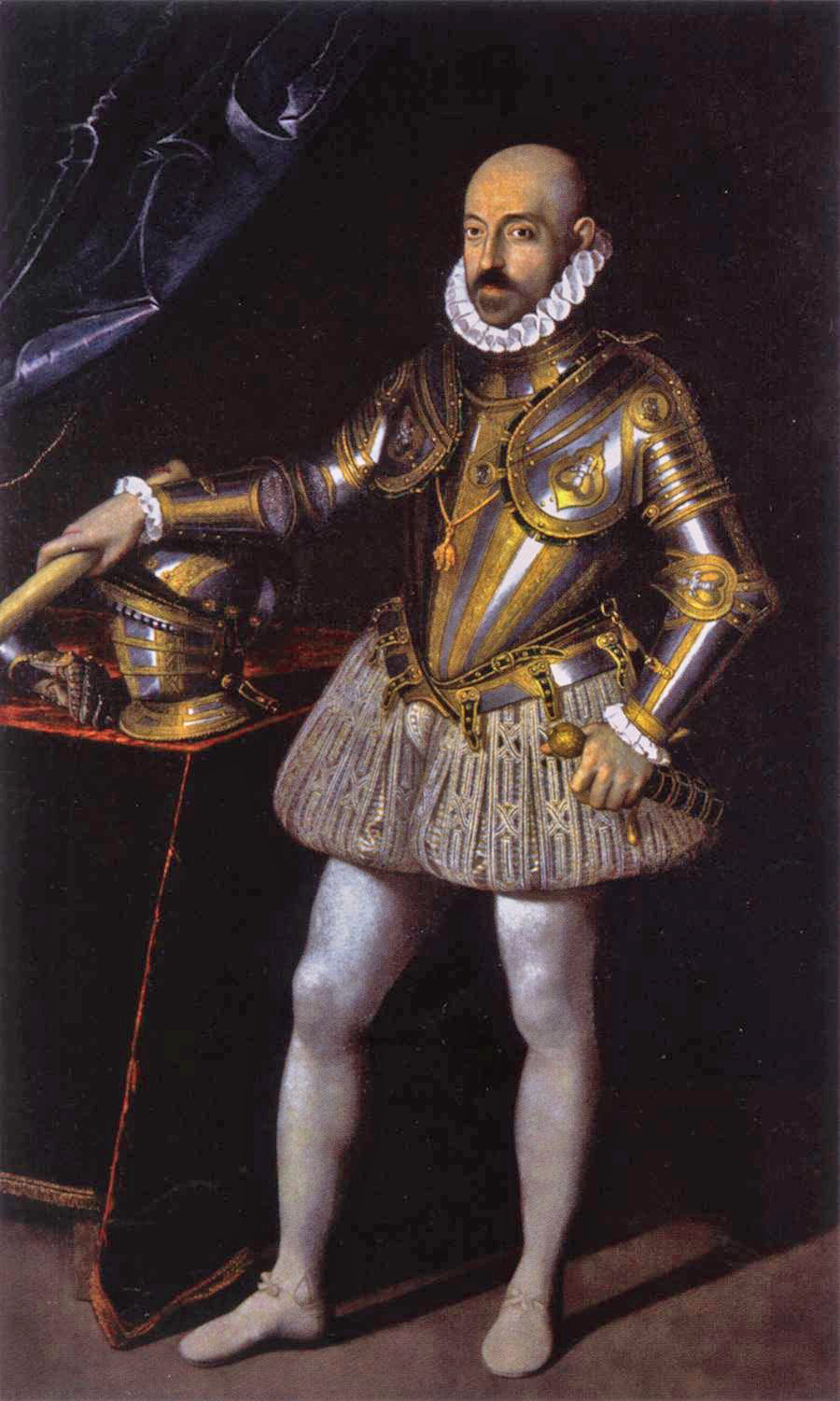
Marcantonio II. Colonna (* 1535)

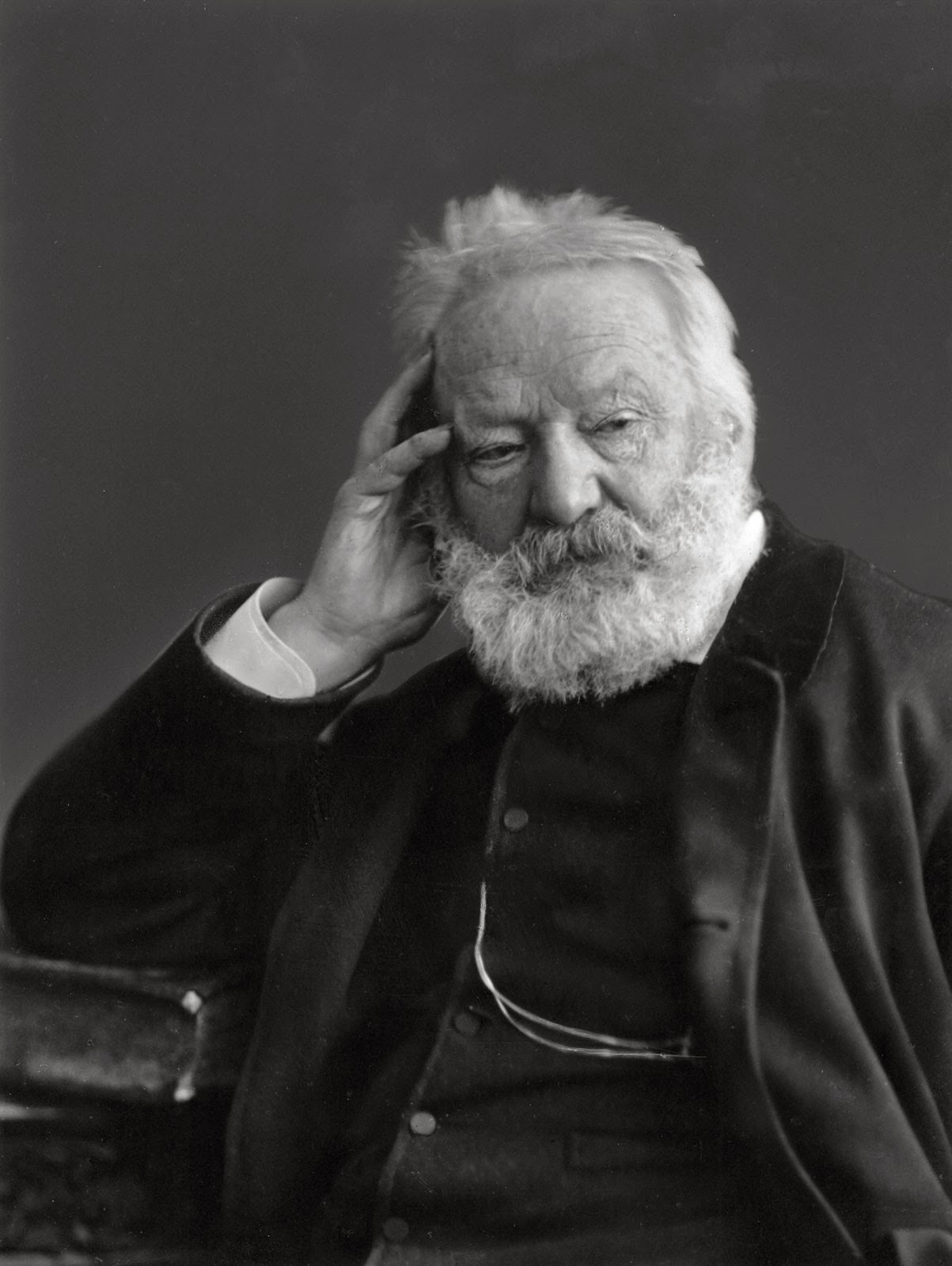
Victor Hugo (* 1802)

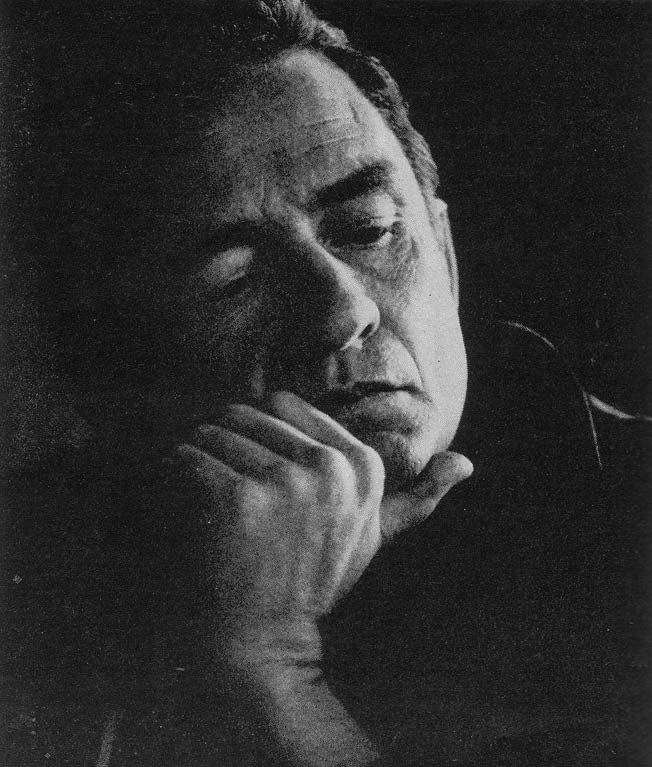
Johnny Cash (* 1932)

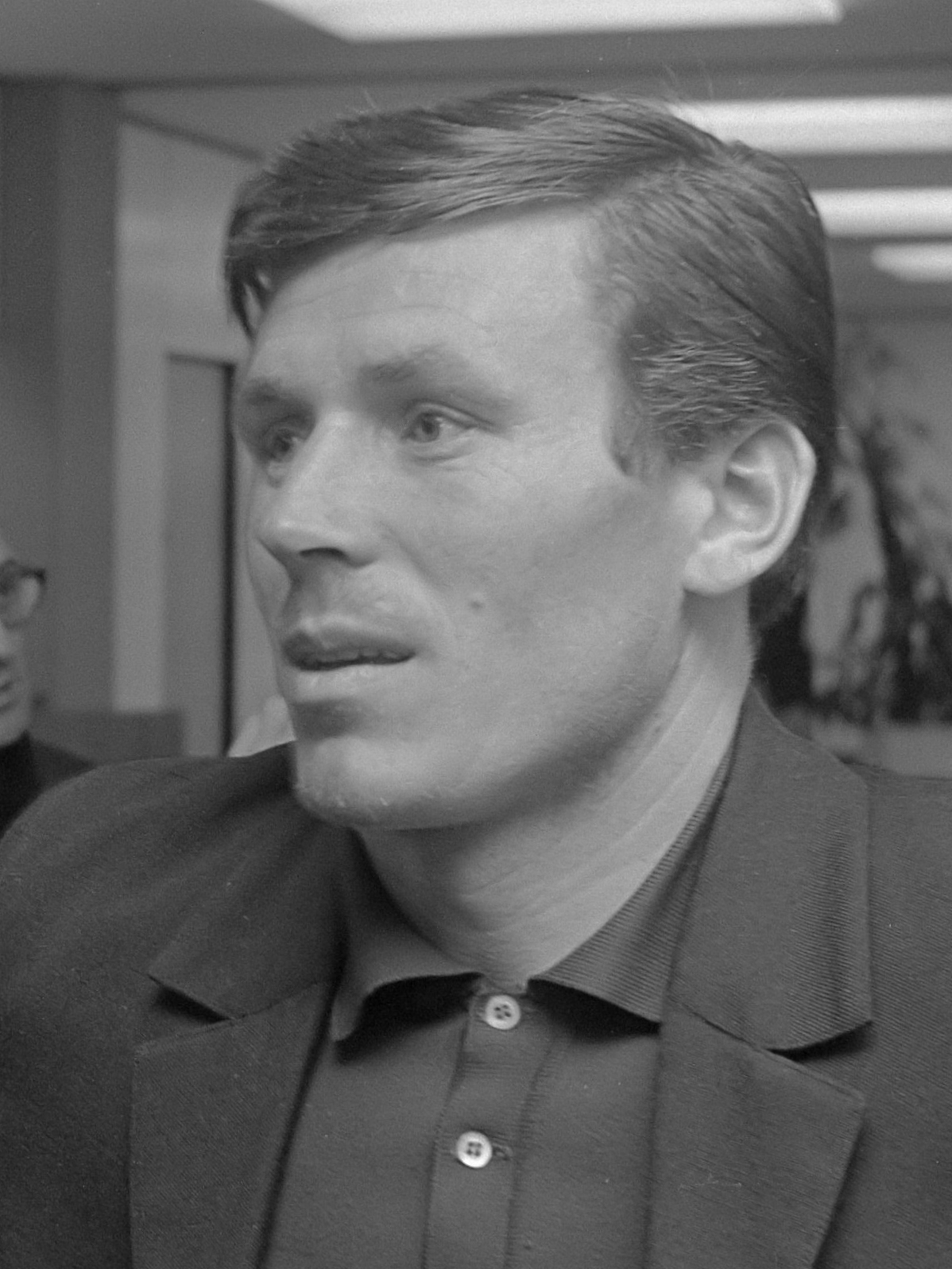
Jozef Adamec (* 1942)

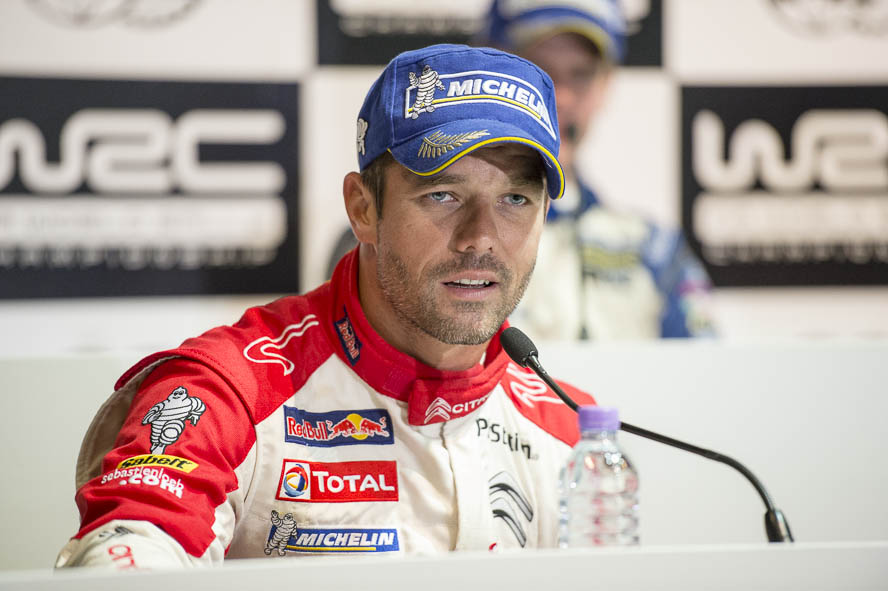
Sébastien Loeb (* 1974)

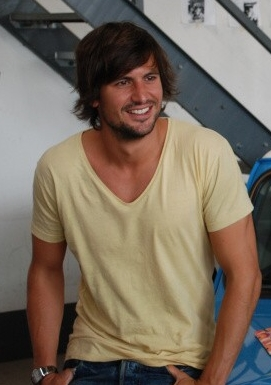
Tom Beck (* 1978)

- 1535 – Marcantonio II. Colonna, generální kapitán Církve a místokrál Sicílie († 1. srpna 1584)
- 1564 – Christopher Marlowe, anglický dramatik, básník a překladatel († 30. května 1593)
- 1619 – Giulio Cesare Arresti, italský varhaník a hudební skladatel († 17. července 1701)
- 1633 – Gustav Adolf Meklenburský, vévoda z Meklenburska-Güstrow († 6. října 1695)
- 1671 – Anthony Ashley Cooper, anglický filozof († 4. února 1713)
- 1677 – Francesco Nicola Fago, italský barokní skladatel, († 18. února 1745)
- 1715 – Claude-Adrien Helvétius, francouzský filozof a encyklopedista († 26. prosince 1771)
- 1718 – Johan Ernst Gunnerus, norský biskup a přírodovědec († 23. září 1773)
- 1719 – Christian Ziegra, luteránský teolog a historik († 22. leden 1778)
- 1725 – Nicolas Joseph Cugnot, francouzský vynálezce a dělostřelecký důstojník († 2. října 1804)
- 1726 – Luigi Valadier, italský zlatník a klenotník († 15. září 1785)
- 1746 – Marie Amálie Habsbursko-Lotrinská, rakouská arcivévodkyně, dcera Marie Terezie († 18. června 1804)
- 1776 – Johann Gebhard Maass, německý filozof a psycholog († 23. prosince 1823)
- 1786 – Dominique François Jean Arago, francouzský matematik, fyzik, astronom a politik († 2. října 1853)
- 1799 – Émile Clapeyron, francouzský fyzik a inženýr († 28. ledna 1864)
- 1802 – Victor Hugo, francouzský básník († 22. květen 1885)
- 1808 – Honoré Daumier, francouzský malíř, sochař, grafik, kreslíř a karikaturista († 10. února 1879)
- 1816 – Levi Hill, vynálezce barevné fotografie († 1865)
- 1821 – Félix Ziem, francouzský malíř († 10. listopadu 1911)
- 1829 – Levi Strauss, americký obchodník a vynálezce džínsů († 26. září 1902)
- 1838 – Ferdinand Kronawetter, rakouský, levicově liberální politik († 30. ledna 1913)
- 1841 – Evelyn Baring, 1. hrabě Cromer, britský státník a diplomat († 29. ledna 1917)
- 1842 – Camille Flammarion, francouzský astronom a spisovatel († 7. června 1925)
- 1846
  - Buffalo Bill, vlastním jménem William Frederic Cody, americký dobrodruh a legendární postava Divokého západu († 10. ledna 1917)
  - Anna z Lichtenštejna, knížecí princezna z Lichtenštejna († 22. dubna 1924)
- 1851 – Paul Gautsch, rakouský politik († 20. dubna 1918)
- 1855 – Karl Bulla, otec ruského fotožurnalismu († 28. listopadu 1929)
- 1861 – Ferdinand I. Bulharský, bulharský kníže a později car († 10. září 1948)
- 1866 – Ekai Kawaguči, japonský buddhistický mnich, cestovatel († 24. února 1945)
- 1869
  - Naděžda Krupská, sovětská politická pracovnice a revolucionářka, manželka V. I. Lenina († 27. února 1939)
  - Albert Šlesvicko-Holštýnský, hlava rodu Oldenburků († 27. dubna 1931)
- 1871 – Friedemann Götze, německý důstojník SS († 22. května 1946)
- 1874 – Nikolaj Sergejevič Korotkov, ruský chirurg († 14. března 1920)
- 1875 – Erich Koch-Weser, německý politik období Výmarské republiky († 19. října 1944)
- 1876 – Filipp Isajevič Gološčokin, sovětský státní a partajní činovník († 28. října 1941)
- 1878 – Albert Edwin Roberts, australský fotograf († 24. července 1964)
- 1880
  - Kenneth Essex Edgeworth, irský voják a astronom († 10. října 1972)
  - Karin Smirnoff, finská spisovatelka († 10. května 1973)
  - Lionel Logue, australský řečový terapeut († 12. dubna 1953)
- 1882 – Husband Kimmel, admirál amerického vojenského námořnictva († 14. května 1968)
- 1894 – Wilhelm Bittrich, německý nacistický generál († 19. dubna 1979)
- 1896 – Andrej Ždanov, sovětský komunistický politik a ideolog († 31. srpna 1948)
- 1900 – Halina Konopacka, polská olympijská vítězka v hodu diskem († 28. ledna 1989)
- 1901 – Aharon Cizling, izraelský ministr zemědělství († 16. ledna 1964)
- 1903
  - Jean Forge, Jan Fethke, polský režisér († 16. prosince 1980)
  - Orde Wingate, britský tvůrce speciálních vojenských jednotek († 24. března 1944)
  - Giulio Natta, italský chemik, Nobelova cena za chemii 1963 († 2. května 1979)
- 1904 – Konštantín Čulen, slovenský politik, novinář a historik († 7. dubna 1964)
- 1907 – John Bowlby, anglický psychoanalytik († 2. září 1990)
- 1909 – Talal I., jordánský král († 7. července 1972)
- 1910
  - Sergej Georgijevič Gorškov, admirál loďstva Sovětského svazu († 13. května 1988)
  - Alexander Matuška, slovenský literární vědec a politik († 1. dubna 1975)
- 1914 – Viktor Avbelj, slovinský partyzán, politik a právník († 3. dubna 1993)
- 1918
  - Theodore Sturgeon, přední americký spisovatel science fiction († 8. května 1985)
  - Otis R. Bowen, americký politik († 3. května 2013)
  - Pjotr Mašerov, první tajemník Ústředního výboru Komunistické strany Běloruska († 4. října 1980)
- 1919 – Rie Mastenbroeková, nizozemská plavkyně, trojnásobná olympijská vítězka († 6. listopadu 2003)
- 1920 – Hilmar Baunsgaard, premiér Dánska († 2. července 1989)
- 1924 – Noboru Takešita, premiér Japonska († 19. června 2000)
- 1925 – John Gunn, australský spisovatel
- 1928
  - Ariel Šaron, izraelský voják, politik a bývalý premiér († 11. ledna 2014)
  - Anatolij Filipčenko, sovětský kosmonaut a letec
  - Fats Domino, americký pianista a zpěvák († 24. října 2017)
- 1930
  - Doug Sandom, britský bubeník  († 27. února 2019)
  - Robert Francis, americký herec († 31. července 1955)
- 1931 – Claude Piron, belgický lingvista a esperantista († 22. ledna 2008)
- 1932 – Johnny Cash, americký zpěvák, kytarista a skladatel († 12. září 2003)
- 1933
  - Lubomyr Huzar, ukrajinský kardinál († 31. května 2017)
  - Irina Begljakovová, sovětská diskařka († 19. března 2018)
- 1935 – Artur Rasizada, ázerbájdžánský předseda vlády
- 1936
  - José da Cruz Policarpo, portugalský kardinál († 12. března 2014)
  - Adem Demaçi, kosovskoalbánský spisovatel, aktivista, politik († 26. července 2018)
- 1941 – Jože Tratnik, slovinský právník
- 1942
  - Jozef Adamec, slovenský fotbalista, československý reprezentant a trenér († 24. prosince 2018)
  - Yosuke Yamashita, japonský jazzový klavírista
- 1943
  - Johnny Höglin, švédský rychlobruslař, olympijský vítěz
  - Kazimira Prunskienė, premiérka Litvy
  - Bob Hite, americký zpěvák († 5. dubna 1981)
- 1944 – Ronald Lauder, americký podnikatel, mecenáš a sběratel umění, prezident Světového židovského kongresu, syn Estée Lauder
- 1946
  - Ahmed Zewail, egyptský chemik, nositel Nobelovy ceny z r. 1999
  - Dimitri Kavrakos, řecký pěvec
- 1947 – Sandie Shaw, britská zpěvačka
- 1948 – Nicolae Rusu, rumunský spisovatel
- 1950
  - Helen Clarková, ministerská předsedkyně Nového Zélandu
  - Irena Brežná, švýcarská spisovatelka a novinářka slovenského původu
  - Don Shanks, americký herec a kaskadér
- 1953 – Michael Bolton, americký zpěvák
- 1954
  - Recep Tayyip Erdoğan, turecký politik, od r. 2003 premiér
  - Masaki Etó, japonský reprezentant v zápase
- 1955
  - Andreas Maislinger, rakouský historik a politolog
  - Verka Borisovová, bulharská volejbalistka
- 1958
  - Michel Houellebecq, kontroverzní francouzský spisovatel
  - Susan J. Helms, americká astronautka, inženýrka a pilotka
- 1959 – Ahmet Davutoğlu, premiér Turecka
- 1960 – Jaz Coleman, britský hudebník, frontman post-punkové skupiny Killing Joke
- 1968 – Carina Wiese, německá herečka
- 1971 – Erykah Badu, americká zpěvačka R&B
- 1972 – DJ Logic, americký diskžokej
- 1973
  - Ole Gunnar Solskjær, bývalý norský fotbalista a mládežnický trenér
  - André Tanneberger alias ATB – světový trance Dj
  - Jenny Thompsonová, americká plavkyně
- 1974 – Sébastien Loeb, francouzský jezdec rallye, sedminásobný mistr světa
- 1975 – Per-Johan Axelsson, švédský hokejista
- 1977 – Shane Williams, velšský ragbista
- 1978 – Tom Beck, německý herec a zpěvák
- 1979 – Corinne Bailey Rae, britská písničkářka
- 1981 – Sharon Van Etten, americká písničkářka
- 1983 – Pepe, portugalský fotbalista
- 1984 – Emmanuel Adebayor, tožský fotbalista
- 1985 – Sanya Richardsová-Rossová, americká sprinterka
- 1986
  - Hannah Kearneyová, americká akrobatická lyžařka
  - Teresa Palmer, australská herečka
- 1987 – Juraj Kucka, slovenský fotbalista
- 1990 – AJ MacGinty, americký ragbista
- 1992 – Mikael Granlund, finský lední hokejista
- 1993
  - Kótaró Macušima, japonský ragbista
  - Jesé Rodríguez, španělský fotbalista
- 1995 – Mislav Rosandić, slovenský hokejista
- 2008 – Nela Lopušanová, slovenská lední hokejistka a hokejbalistka

## Úmrtí

### Česko

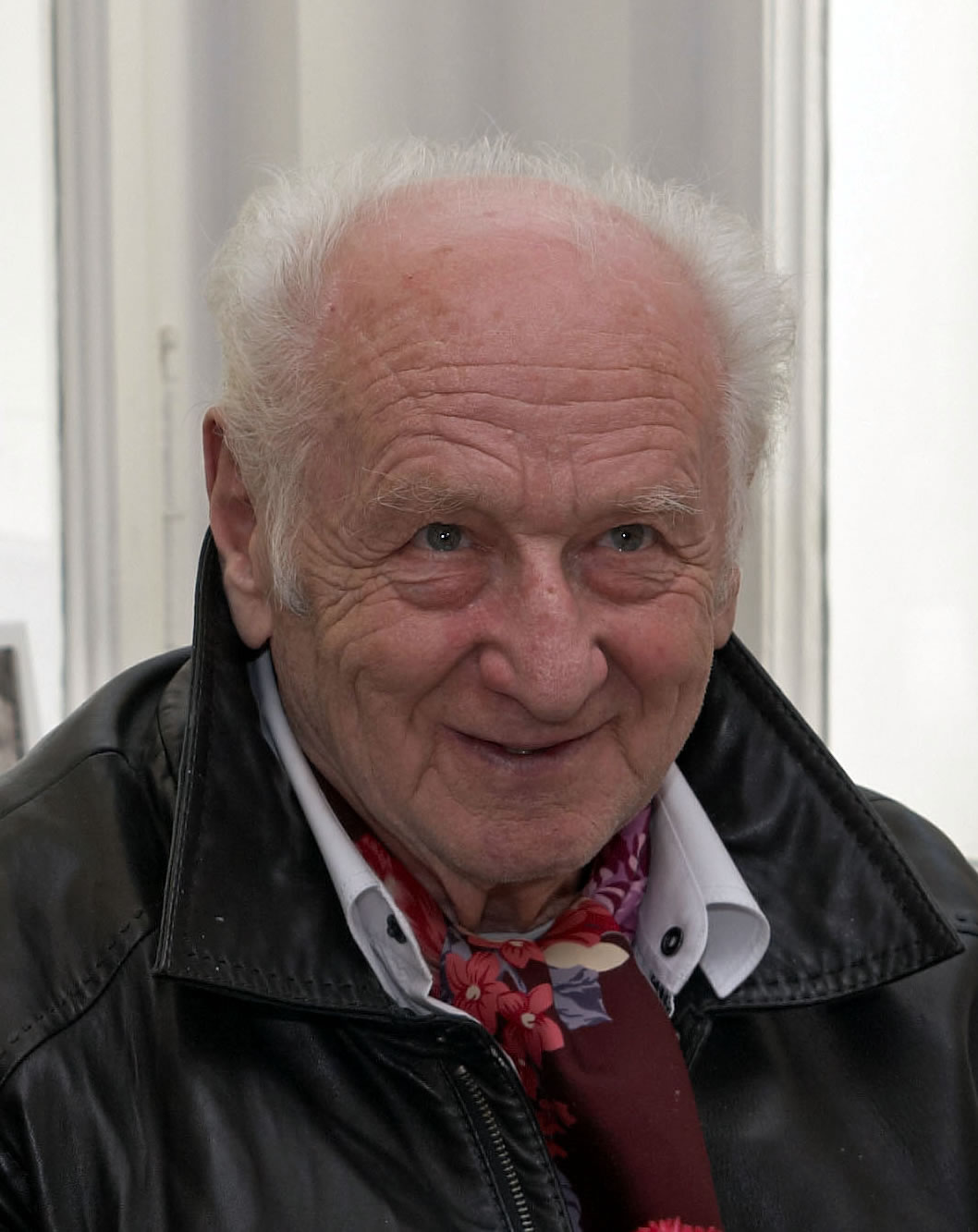
Arnošt Lustig († 2011)

- 1703 – Kristián Gottfried Hirschmentzel, historik, kněz, spisovatel, filozof (* 7. ledna 1638)
- 1874 – Václav F. Kumpošt, zakladatel časopisu Vesmír (* 28. září 1843)
- 1889 – Karel Nedbal, advokát a hudebník (* 29. října 1836)
- 1909 – Vincenc Tiebl, rakouský a český stavební podnikatel a politik (* 1852)
- 1929 – Jára Sedláček, herec a režisér (* 9. října 1884)
- 1940 – Alfons Bébar, převor kláštera v Domažlicích (* 1881)
- 1945 – Viktor Kaufmann, lékař, odbojář (* 21. srpna 1900)
- 1950 – Ignác Arnož, katolický biskup a misionář (* 1. dubna 1885)
- 1953 – Fedor Houdek, československý ministr výživy lidu (* 5. ledna 1877)
- 1955
  - Josef Dostál, archivář a překladatel (* 20. října 1892)
  - Karel Sellner, spisovatel (* 23. října 1873)
- 1961 – Zdeněk Wirth, historik umění (* 11. srpna 1878)
- 1966 – Antonín Matěj Píša, básník, literární a divadelní kritik (* 10. května 1902)
- 1967 – Antonín Machát, československý politik (* 5. listopadu 1880)
- 1968 – Valérie Hachla-Myslivečková, designérka, šperkařka, malířka a grafička (* 28. září 1878)
- 1971 – Josef Berg, hudební skladatel (* 8. března 1927)
- 1973 – Antonín Fivébr, malíř a fotbalista (* 22. prosince 1888)
- 1977 – František Antonín Jelínek, akademický malíř (* 8. března 1890)
- 1986 – Karel Vlach, kapelník swingového Orchestru Karla Vlacha (* 8. října 1911)
- 1998 – Emilie Bednářová, spisovatelka (* 2. dubna 1907)
- 2001 – Josef Hons, spisovatel (* 16. října 1907)
- 2008 – Jaroslav Macek, archivář a historik (* 19. prosince 1925)
- 2011 – Arnošt Lustig, spisovatel (* 21. prosince 1926)
- 2013 – Bob Frídl, písničkář, zpěvák, kytarista a skladatel (* 13. listopadu 1947)
- 2014 – Jiří Litochleb, ložiskový geolog a mineralog (* 29. září 1948)
- 2019 – Jiří Pomeje, herec a filmový producent (* 13. prosince 1964)

### Svět

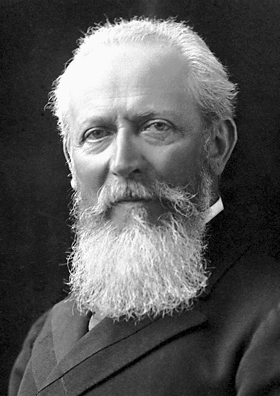
Otto Wallach († 1931)

- 1154 – Roger II. Sicilský, sicilský hrabě a první sicilský král (* 22. prosince 1095)
- 1266 – Manfréd Sicilský, sicilský král (* 1231)
- 1275 – Markéta Anglická (1240–1275), skotská královna z dynastie Plantagenetů (* 29. září 1240)
- 1577 – Erik XIV. Švédský, švédský král (* 13. prosince 1533)
- 1726 – Maxmilián II. Emanuel, vévoda a kurfiřt bavorský (* 11. července 1662)
- 1734 – Marianna Benti Bulgarelli, italská operní zpěvačka-sopranistka (* 1684)
- 1770 – Giuseppe Tartini, italský houslista a skladatel (* 8. dubna 1692)
- 1785 – plnokrevník Eclipse, nikdy neporažený závodní kůň, předek asi 80 % všech dnešních dostihových koní (* 1. dubna 1764).
- 1815 – Fridrich Josias Sasko-Kobursko-Saalfeldský, vojevůdce v rakouských službách (* 26. prosince 1737)
- 1820 – Bernard Baron, profesor práv (* 7. srpna 1780)
- 1821 – Joseph de Maistre, francouzský filozof a konzervativní myslitel (* 1. dubna 1753)
- 1831 – Anton Antonovič Delvig, ruský básník (* 17. srpna 1798)
- 1834 – Alois Senefelder, rakouský herec, vynálezce litografie, dramatik (* 6. listopadu 1771)
- 1853 – János Libényi, maďarský nacionalista, který spáchal atentát na Františka Josefa I. (* 1831)
- 1876 – Svetozar Marković, srbský realistický spisovatel (* 1846)
- 1890 – Wilhelm Gail, německý malíř (* 7. března 1804)
- 1903 – Richard Gatling, americký vynálezce tzv. Gatlingova kulometu (* 12. září 1818)
- 1906 – Manuel Fernández Caballero, španělský hudební skladatel (* 14. března 1835)
- 1908 – Wilhelm Friedrich Gintl, rakouský a český vysokoškolský pedagog, chemik a politik německé národnosti (* 4. srpna 1843)
- 1909
  - Hermann Ebbinghaus, německý filosof a psycholog (* 24. ledna 1850)
  - Leonard Piętak, předlitavský politik (* 24. února 1841)
- 1914 – Pierre Souvestre, francouzský spisovatel a novinář (* 1. června 1874)
- 1921 – Carl Menger, rakouský ekonom (* 23. února 1840)
- 1924 – Isabela Marie Bavorská, vévodkyně z Janova (* 28. srpna 1863)
- 1931 – Otto Wallach, německý chemik židovského původu, nositel Nobelovy ceny (* 27. března 1847)
- 1933 – Thyra Dánská, dánská princezna (* 29. září 1853)
- 1935 – Liborius von Frank, rakousko-uherský generál (* 5. října 1848)
- 1936 – Antonio Scotti, italský barytonista (* 25. ledna 1866)
- 1940 – Michael Hainisch, rakouský prezident (* 15. srpna 1858)
- 1943 – Theodor Eicke, německý nacista, velitel divize SS Totenkopf (* 17. října 1892)
- 1945 – Quidó Hoepfner, maďarský architekt (* 23. srpna 1868)
- 1957 – Roger Vercel, francouzský spisovatel (* 8. ledna 1894)
- 1961 – Muhammad V., marocký sultán a král (* 10. srpna 1909)
- 1962 – Riccardo Moizo, italský generál (* 27. srpna 1877)
- 1963
  - Lauri Kettunen, finský filolog (* 10. září 1885)
  - Rádžéndra Prasád, první indický prezident (* 3. prosince 1884)
- 1965 – Julius Skutnabb, finský rychlobruslař, olympijský vítěz (* 12. června 1889)
- 1966 – Gino Severini, italský malíř (* 7. dubna 1883)
- 1969
  - Karl Jaspers, německý filozof a psychiatr (* 23. února 1883)
  - Levi Eškol, izraelský politik, třetí premiér země (* 25. října 1895)
- 1971 – Fernandel, francouzský herec (* 8. května 1903)
- 1972 – Josef Sapir, izraelský politik (* 27. ledna 1902)
- 1982 – Gábor Szabó, maďarský kytarista (* 8. března 1936)
- 1984 – Kosťantyn Daňkevyč, ukrajinský hudební skladatel, klavírista a pedagog (* 24. prosince 1905)
- 1985 – Tjalling Koopmans, nizozemský ekonom, Nobelova cena 1975 (* 28. srpna 1910)
- 1989 – Roy Eldridge, americký trumpetista (* 30. ledna 1911)
- 1993 – Beaumont Newhall, americký historik umění a fotograf (* 22. června 1908)
- 1996 – Svetozár Stračina, slovenský hudební skladatel, klavírista (* 3. prosince 1940)
- 1999 – Jean Coulomb, francouzský geofyzik a matematik (* 7. listopadu 1904)
- 2000 – Jana Savojská, bulharská carevna, manželka Borise III. (* 13. listopadu 1907)
- 2004
  - Boris Trajkovski, prezident Republiky Makedonie (* 25. června 1956)
  - Adolf Erik Ehrnrooth, finský generál (* 9. února 1905)
- 2005 – Jef Raskin, americký inženýr a softwarový vývojář (* 9. března 1943)
- 2008 – Buddy Miles, americký rockový bubeník (* 5. září 1947)
- 2011 – Mark Tulin, americký baskytarista (* 21. listopadu 1948)
- 2012 – Hazy Osterwald, švýcarský jazzový hudebník, skladatel a kapelník (* 18. února 1922)
- 2013
  - Stéphane Hessel, francouzský diplomat, filozof a spisovatel (* 20. října 1917)
  - Marie-Claire Alainová, francouzská varhanice (* 10. srpna 1926)
- 2014 – Dezső Novák, maďarský fotbalista (* 3. února 1939)
- 2015 – Fritz J. Raddatz, německý spisovatel a novinář (* 3. září 1931)
- 2023 – Betty Boothroydová, britská politička (* 8. října 1929)
- 2025
  - Michelle Trachtenberg, americká herečka (* 11. října 1985)
  - Gene Hackman, americký herec (* 30. ledna 1930)

## Svátky

### Česko
- Dorota, Dora, Doris
- Božetěch, Božetěcha
- Lešek

### Svět
- Slovensko: Viktor

### Liturgický kalendář
- Sv. Alexandr
- Dionýsius z Augsburgu

| 26. únor v pražském KlementinuÚdaje jsou platné k 8. 7. 2025. | 26. únor v pražském KlementinuÚdaje jsou platné k 8. 7. 2025. | 26. únor v pražském KlementinuÚdaje jsou platné k 8. 7. 2025. |
| minimum                                                       | denní průměr                                                  | maximum                                                       |
| ------------------------------------------------------------- | ------------------------------------------------------------- | ------------------------------------------------------------- |
| −19,9 °C (1827)                                               | 1,6 °C (od 1961)                                              | 16,2 °C (2008)                                                |